# Charles Osborne
Charles Thomas Osborne (24. November 1927 in Brisbane – 23. September 2017) war ein australischer Schriftsteller und Musikkritiker, der seit 1953 im Vereinigten Königreich lebte.

## Biografie
Osborne studierte Musik in Brisbane und Melbourne und arbeitete danach als Journalist in den Bereichen Musik und Literatur. 1953 zog er nach England, wo er von 1958 bis 1966 als Redaktionsassistent des London Magazine tätig war. Von 1971 bis 1986 war er literarischer Leiter des Arts Council of Great Britain.
Bekannt wurde Charles Osborne zuerst als eine Autorität auf dem Gebiet der Oper. Er verfasste unter anderem die Werke The Complete Operas of Verdi (1969) und Wagner and His World (1977).
Auf belletristischem Gebiet wurde er vor allem in der Kriminalliteratur bekannt. Er überarbeitete eine Reihe von Bühnenstücken von Agatha Christie zu Romanen, darunter Black Coffee (1997) und The Unexpected Guest (1999). Zudem schrieb er das Buch Life and Crimes of Agatha Christie (1982). 1956 stand er in dem Bühnenstück Black Coffee auch selbst als Schauspieler auf der Bühne. In den 1990er Jahren bat er Agatha Christie Limited, die die Rechte der Werke von Agatha Christie verwalten, das Bühnenstück Black Coffee zu einem Kriminalroman überarbeiten zu dürfen. 
Er starb am 23. September 2017.

## Bibliografie
- The Complete Operas of Verdi (1969)
- Wagner and His World (1977)
- The Complete Operas of Mozart (1988)
- Verdi: A Life in the Theatre (1989)
- The Complete Operas of Richard Strauss (1991)
- W. H. Auden: The Life of a Poet
- Life and Crimes of Agatha Christie (1982)
- The Bel Canto Operas of Rossini, Donizetti, and Bellini (1994)
- Black Coffee (1997)
- The Unexpected Guest (1999)
- Spider’s Web (2001)
- Ned Kelly (1970)